# Korruption i Albanien
Korruption i Albanien är ett allvarligt samhällsproblem.
Enligt en undersökning från Global Corruption Barometer år 2013 svarade 66% av de som frågats att korruptionen i Albanien förvärrats.
År 2016 fick Albanien sin bästa rankning i Corruption Perceptions Index av Transparency International sedan dess inkludering i rapporten. Albanien rankades 83:e av 176 länder år 2016 med 39 poäng (36 poäng år 2015, 33 poäng år 2014 och 21 poäng år 2013).
Korruptionen är fortfarande en problematisk faktor för näringsidkare för att etablera sin affärsverksamhet i landet. Även om lagar mot korruption är fastställda är dess tillämpning tämligen svag och fällande domar låga.